# Henry Francis Lyte

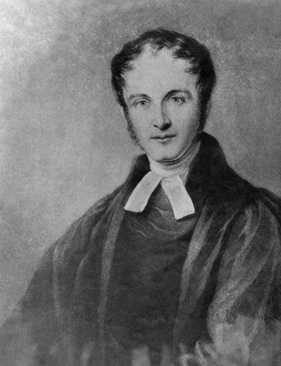
Henry Francis Lyte

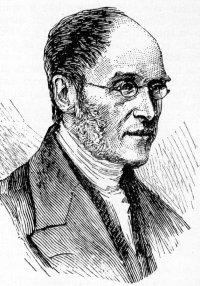
Henry Francis Lyte op latere leeftijd

Henry Francis Lyte (Ednam, 1 juni 1793 – Nice, 20 november 1847) was een Schots, anglicaans priester, theoloog en kerklieddichter.

## Biografie
Als zoon van marineofficier Thomas Lyte en zijn vrouw Anna Maria kwam Lyte in Schotland op de wereld. Op grond van het beroep van zijn vader moest het gezin vaak verhuizen. De laatste keer was in 1804 naar Ballyshannon in Ierland. In de oorlog tegen Napoleon stierf zijn vader. Kort daarna stierf ook Anna Maria. Lyte en zijn broers en zussen werden wezen. De dominee Robert Burrows zorgde voor hen. Hij stuurde Lyte en zijn oudere broer Tom naar de Portara Royal School in Enniskillen.
In 1809 verhuisde Henry Lyte naar Dublin en studeerde geneeskunde aan de Universiteit van Dublin. Na het winnen van verschillende prijzen voor poëzie en literatuur speelde het geloof voor hem echter een steeds grotere rol. Daarom kon hij een goede beslissing nemen voor een studie theologie. In 1814 werd Lyte diaken en het daaropvolgende jaar priester. In hetzelfde jaar (1815) verhuisde hij naar Taghmon en nam daar een baan als vicaris aan. In het voorjaar van 1816 kwam Lyte niet terug van zijn jaarlijkse reis naar Ierland om gezondheidsredenen. Hij kwam echter in het zuiden van Engeland, waar hij voor de Anglicaanse Kerk zorgde. In 1817 wordt hij in Morazion dominee. Daar ontmoette hij Anne Maxwell, met wie hij twee jaar later trouwde. Samen trokken ze eerst naar Lymington en later naar South Dittisham. Hun dochter stierf al door een wiegendood, waarop ze naar Londen verhuisden.
In 1823 verhuisden ze voor het laatst naar Brixham, een vissersdorp. Dankzij een erfenis kon Lyte schulden afbetalen en tot zijn dood in Brixham wonen. Daar schreef hij voor de inwoners veel kerkliederen, waarvan vele tegenwoordig nog in Engelse liedbundels staan. De winter bracht hij door in Tirol, Zwitserland, Italië of Zuid-Frankrijk om zich te ontspannen. In 1847 werd bekend dat Lyte aan tuberculose leed en hield op 4 september 1847 een afscheidspreek. 's Middags hield hij een strandwandeling en schreef hij zijn bekendste kerklied Abide with Me. Daarnaast is hij bekend geworden met het bekende lied Praise my soul, the King of heaven. welke een bewerking is van psalm 103.
Vervolgens verhuisde hij naar Italië voor een kuur. Tijdens de reis naar Italië begaven zijn longen het in een Frans hotel. Twee dagen daarna stierf Lyte. Op 22 november 1847 werd Henry Francis Lyte op het kerkhof van Nice begraven.

## Publicaties (selectie)
- Observations on the scriptures, suited to the present juncture: In an sermon preached at St. Mary’s Chapel, Penzanze (1820)
- Poems: Chiefly Religious (Londen, 1833)
- The Spirit of the Psalms (Londen, 1834)
- Abide with Me (1847)
- Praise my Soul, the King of Heaven (1834)
- God of Mercy, God of Grace (1834)
- Pleasant are Thy Courts Alone (1834)
- Manual of Devotion (kerkboek)